# معهد سكريبس للأبحاث
معهد سكريبس للأبحاث (The Scripps Research Institute TSRI) هو منشأة أبحاث طبية أمريكية تركز على البحوث في العلوم الطبية الحيوية الأساسية. ويقع مقرها الرئيسي في لاهويا، بولاية كاليفورنيا ولها منشأة شقيقة في جوبيتر بولاية فلوريدا. ويحوي المعهد نحو 3،000 من العلماء والعمال الفنيين وطلاب الدراسات العليا والموظفين الإداريين وغيرهم، مما يجعلها من أكبر المعاهد غير الربحية في مجال البحوث الطبية الحيوية في العالم.

## التأسيس
ويمكن تتبع جذور معهد سكريبس إلى عيادة سكريبس للتمثيل الغذائي التي تأسست بالقرب من الموقع الحالي في عام 1924 من قبل المحسنة إلين براوننج سكريبس. وفي عام 1946 تطورت إلى عيادة سكريبس الطبية ومؤسسة الأبحاث. وفي البداية كان التركيز على دراسة الاضطرابات المناعية تحت قيادة فرانك ج. ديكسون، وخلال السنوات ال 25 التالية نمت هيئة التدريس وتنوعت الاهتمامات البحثية، الأمر الذي عجل في تغيير الاسم في عام 1977 إلى اسم (معهد بحوث عيادة سكريبس). وفي عام 1991 أصبحت عيادة سكريبس وشعبة البحوث شركتين منفصلتين وتأسس معهد سكريبس للأبحاث. وفي عام 1989 بدأت TSRI برنامجاً للدراسات العليا.

## الهيكل التنظيمي
يقع الحرم الجامعي في كاليفورنيا على مساحة 35 فدان (140000 م 2) من الأراضي الواقعة بين محمية توري باينز ستايت وجامعة كاليفورنيا في سان دييغو في لا جولا. وفي ولاية فلوريدا، يحتل فرع المعهد مساحة 30 فدانا (120،000 م 2) محاذية لحرم جون د. ماك آرثر في جامعة فلوريدا أتلانتيك في مقاطعة بالم بيتش، فلوريدا. للمعهد أقسام بيلوجيا السرطان، وبيولوجيا الخلايا، الكيمياء، علم الوراثة، علم المناعة وعلم الجراثيم، علم العدوى, بيولوجيا جزيئية، الطب الجزيئي والتجريبي، علم وظائف الأعضاء الكيميائية، علم الأعصاب، علوم الأعصاب الجزيئية والتكاملية، بيولوجيا الأعصاب المضطربة من الإدمان، الشيخوخة والتمثيل الغذائي والبحوث متعدية. وبالإضافة إلى ذلك، أنه يشتمل على:
- معهد سكاجز للبيولوجيا الكيميائية
- مركز بيرسون لبحوث الكحول والإدمان
- مركز دوريس لعلم الأعصاب
- مركز علوم الأحياء الجزيئية التكاملية
- مدرسة كيلوغ للعلوم والتكنولوجيا
- معهد وورم للبحوث والطب
- مركز الطب التجديدي
- مركز سكريبس للطاقة والمواد
- بالحركة معهد بحوث